# Sebastian Tounekti
Sebastian Tounekti, né le 13 juillet 2002 à Tromsø en Norvège, est un footballeur international tunisien qui joue au poste d'ailier gauche avec le club du Hammarby IF.

## Biographie

### Tromsdalen UIL
Sebastian Tounekti est né à Tromsø en Norvège, d'un père tunisien et d'une mère norvégienne. Il marque beaucoup de buts dans les équipes de jeunes où il est souvent surclassé. Le 19 janvier 2018, Sebastian Tounekti signe son premier contrat professionnel, à seulement 15 ans. Le club évolue en deuxième division norvégienne lorsqu'il fait ses débuts en professionnel à l'âge de 16 ans, lors d'une rencontre de championnat face à Ullensaker/Kisa IL, le 30 septembre 2018. Il entre en jeu et son équipe s'impose par trois buts à zéro.

### FK Bodø/Glimt
En mars 2020, Sebastian Tounekti rejoint le FK Bodø/Glimt. Il joue son premier match sous ses nouvelles couleurs dès la première journée de la saison 2020, le 16 juin 2020 face au Viking Stavanger. Il entre en jeu à la place de Jens Petter Hauge et son équipe remporte la partie sur le score de quatre buts à deux. Le 27 août 2020, Tounekti joue son premier match de coupe d'Europe lors d'une rencontre de Ligue Europa face au FK Kauno Žalgiris. Il participe ce jour-là à la victoire de son équipe en inscrivant son premier but en professionnel (6-1).
Il est sacré Champion de Norvège en 2020.

### FC Groningue
Le 31 août 2021, Sebastian Tounekti est prêté au FC Groningue pour une saison avec option d'achat.

### FK Haugesund
Le 30 août 2022, la fin du mercato estival, Sebastian Tounekti retourne en Norvège et s'engage avec le FK Haugesund pour un contrat courant jusqu'en juillet 2026. 
Il joue son premier match pour le FK Haugesund le 11 septembre 2022, lors d'une rencontre de championnat face au Rosenborg BK. Il entre en jeu à la place de Julius Eskesen et son équipe l'emporte par deux buts à un.

### Ranheim Fotball
Le 16 juin 2023, il est prêté à Ranheim Fotball évoluant au championnat de Norvège D2 jusqu'à décembre de la même année. Il joue son premier match le 24 juin contre le Mjøndalen IF où il réussit à marquer son premier but malgré la défaite 2-3.

### Retour au FK Haugesund
Tounekti fait son retour au FK Haugesund en août 2023.
Sebastian Tounekti inscrit son premier but pour le FK Haugesund le 16 mai 2024, lors d'une rencontre de championnat face au Kristiansund BK. Titularisé, il donne la victoire à son équipe en étant l'unique buteur de la partie,.

### En sélection
Sebastian Tounekti représente la Norvège en sélection de jeunes. Avec les moins de 15 ans, il inscrit un but contre la Suède en septembre 2017.
Avec les moins de 18 ans, il inscrit un but contre la Roumanie le 7 février 2020, pour son premier match (3-2 pour la Norvège). Il compte un total de trois matchs avec cette sélection.
Le 16 mars 2021, le FK Bodø/Glimt annonce la convocation de Sebastian Tounekti avec la sélection tunisienne, dans le cadre des qualifications à la Coupe d’Afrique 2021,.

### Palmarès
FK Bodø/Glimt
- Championnat de Norvège (1) :
  - Champion : 2020.